# Понимание медиа
«Понимание медиа: внешние расширения человека» (англ. Understanding Media: The Extensions of Man) — книга Маршалла Маклюэна, в которой автор рассматривает предметы культуры (артефакты) в роли средств коммуникации. Книга стала бестселлером на Западе.
Книга была опубликована в 1964 году, а потом переиздавалась много раз на разных языках.
В книге 33 главы, распределенные по двум частям.

## Содержание
Артефакты в роли средств коммуникации Маршалл Маклюэн понимает как внешние «продолжения» человека (в книге «extensions» ошибочно переводится как «расширение»). В этом качестве в книге рассматриваются не только газеты, радио и телевидение, телефон, книгопечатание или письменность, слово, как оно выступает в устном и письменном виде, а также другие артефакты.
Автор показывает, что коммуникационное воздействие артефактов является определяющим для понимания целых эпох в жизни человечества. Подобно тому как иероглифы и другие виды древней письменности были необходимы для древних цивилизаций и, соответственно, преодоления племенной организации общества, алфавит «передал» власть от жрецов военной аристократии, и его воздействие привело к формированию античного мира с его «греческим чудом»; книгопечатание «породило» Реформацию (индивидуализм, национальные языки и национальные государства) и стало прототипом индустриальной революции; радио помогло не только Гитлеру, но и Рузвельту.
Телевидение не только стимулирует многосенсорное восприятие и интерес к глобально широкому миру, но и повседневную мифологизацию происходящего, что не может не проявляться в усилении религиозного сознания.
Ключевую роль скрытого (фонового) воздействия средств коммуникации Маклуэн выразил своим знаменитым афоризмом «Средство коммуникации есть сообщение» (The Medium is the Message). Так он назвал и первую главу своей книги.

Воздействие технологий как средств коммуникации происходит прежде всего не на уровне мнений или понятий; оно меняет сенсорные пропорции и схематизм построения восприятия 

### «Горячие» и «холодные»медиа
Маклюэн разделяет средства коммуникации на «горячие» и «холодные» (cool), имея в виду характер их воздействия:
- «Горячие» средства коммуникации расширяют одно-единственное чувство до степени «высокой определённости». Высокая определённость — это состояние наполненности данными. С другой стороны, горячие медиа оставляют аудитории не очень много простора для заполнения или довершения. Любое горячее средство коммуникации допускает меньшую степень участия по сравнению с прохладным. Например, лекция обеспечивает меньшее участие по сравнению с семинаром, а книга — по сравнению с диалогом.
- «Холодные» средства коммуникации отличает низкая степень определённости, но высокая степень участия аудитории, ибо ей приходится самостоятельно «достраивать» недостающее. Телефон является прохладным средством коммуникации, или средством с низкой определённостью, так как ухо получает скудное количество информации. Речь тоже является прохладным средством с низкой определённостью, поскольку слушателю передается очень мало, и очень многое ему приходится додумывать самому.

Тем не менее, существует принципиальная разница между тем, используется ли горячее средство коммуникации в горячей или в прохладной культуре. Когда такое горячее средство коммуникации как радио, используется в прохладном, или бесписьменных культурах, это приводит к разрушительным последствиям, совершенно отличным от тех, которые имеют место, скажем, в Англии или Америке, где радио воспринимается как развлечение. Прохладная культура, или культура низкой грамотности, не может принять такие горячие средства коммуникации, как кино или радио как развлечение. Интенсивное переживание, прежде чем оно может быть «усвоено», или ассимилировано, должно быть «забыто», «подвергнуто цензуре» и сведено к весьма прохладному состоянию.

## Концепция жилища
Концепция жилища — концепция, выраженная Маршаллом Маклуэном в 13-й главе своего произведения «Понимание медиа: внешние расширения человека».
Автор представляет жилище как ещё одно средство расширения человеческого тела с целью сохранения и перенаправления тепла и энергии (собственно, как одежда). Если один дом — это пространственное расширение одного индивидуума, то города есть коллективное расширение физических органов. Приводится в пример произведение Джеймса Джойса «Улисс», в котором составляющие города последовательно сравниваются с органами человеческого тела.

### Племенной и письменный человек. Разные жилища — разные мировоззрения.
Маклюэн сравнивает жилища племенного человека с жилищем человека цивилизованного (то есть, письменного). Оказывается, с вопросом о причинах перехода от округлой формы жилища к квадратной антропологам могут помочь медиа-аналитики. Так как племенной человек был близок к природе, он ощущал себя частью вселенной, космоса, то и жилище его было как бы продолжением окружающего его мира. Пространства округлой формы (пещера, шатер, вигвам, иглу) являются не ограждением, а продолжением космоса, где очаг ассоциируется с алтарём, а значит, с божественной энергией. Например, в Китае и Индии дома были спроектированы как некий акт восхваления божества. Письменный же человек, приняв оседлый образ жизни, утрачивает свою связь с космосом, он уже более не чувствует себя единым целым с ним и поэтому стремится ограничить своё пространство. Как следствие — появляются жилища прямоугольной, квадратной формы, а возведение внутри них стен обуславливается тенденцией цивилизованного человека к фрагментации. Если треугольник сохраняет силовые линии кинетической энергии, то квадрат выходит за них, тем самым ограждая визуальные пространства. Так же можно объяснить и замену купола на готические формы в архитектуре. Архитектура — есть отражение мировоззрения человека. Тело расширяется в новые технологии и изобретения, появляется новый баланс между чувствами и способностями.

### Жилище — как инструмент термоконтроля.
В доказательство своей идеи о том, что зачастую от одного фактора может измениться образ жизни и мировоззрение целой народности, и, как следствие, отразиться на их культуре жилья, Маршалл Маклюэн приводит в пример жилище эскимосов — иглу. Своей формой иглу обязан примусу. Раньше эскимосы жили в каменных домах и занимались в основном собирательством. Иглу относительно недавно появилось в жизни эскимосов, а именно — с приходом белого человека и его переносной печки. Изначально иглу предназначалось как временное убежище для охотников, которое эскимосы впоследствии начали занимать и использовать как для жилья, так собственно и для охоты. Таким образом, мы видим, как один фактор (отопление для эскимосов) может привнести новое равновесие между расширенными технологическими способностями и создать новое видение мира.
Схожие явления автор усматривает и в эпохе Возрождения, когда добыча угля открыла новые возможности для людей, живущих в холодных странах. Например: было налажено производство стекла, жилые помещения стали больше, потолки выше. Бюргерский дом эпохи Возрождение как пример универсального пространства. Колоссальные изменения в архитектуре и пространствах в принципе произошли и в 20-м веке после появления электричества, отмечает Маклюэн. Изобретение электрических лифтов, освещение — все это изменило наше восприятие жизненных и рабочих пространств. С помощью света исчезло деление «день-ночь», «подземное-наземное». Пространственное изменение каждого аспекта труда и производства — очевидны. 

### Освещение, отопление
По мнению автора, освещение и отопление играют основополагающую роль, как в истории жилища, так и в истории одежды. Дело в том, что и жилище, и одежда являются средствами расширения механизмов теплоконтроля, а освещение и отопление придают новые формы и масштаб принципам, по которым работают эти механизмы. Таким образом, одежда и жилище есть средства коммуникации.
Автор повествует о том, что в последнее время современно жилье все больше стремится к органике, например, пространственные капсулы или дома с передвижными стенами. Может современный человек хочет вновь стать частью вселенной, а не оградиться от неё? Интересный факт, но готические церкви уже имели тенденцию к этому. Тело воспринималось как «одежда» духа, а церковь — второе тело. Маклюэн возвращается к примеру произведения «Улисс» Джеймса Джойса, в котором город также представлялся как некое второе тело. Та же концепция была выражена и в Бодлеровском «Fleurs du mal». 
Основное внимание писатель обращает на электрическое освещение. Вообще его представление о самой идее электрического света является пусть и своеобразной, но не лишённой здравого смысла. Электричество придало органическую гибкость в культурный комплекс людей, создавая пространства без стен, день без ночи. Наружное освещение превратило улицы городов в праздник рисования светом, который ранее существовал лишь в фотографиях. 
Электрический свет раздвигает границы наших возможностей, утверждает Маклюэн, ведь теперь люди могут выполнять любые задания и заниматься любым делом независимо от времени суток. 
По мнению Маклюэна освещение создаёт новый мир чувств и восприятий, который исчезает с выключением света. Таким образом, свет есть самостоятельная коммуникационная система, в которой средство является самими сообщением. Автор сравнивает свет с ракетой: ракета это средство передвижения без колес и дороги, как ракета потребляет своё топливо и двигатель, так и свет есть информация без «содержания». Лазерный луч же представляет собой некий модулятор света, превращая его в радиоволны. Из-за своей интенсивности лазерный луч может нести в себе информацию всех телеканалов американского телевидения. 
Понятие «просвечивание» появляется в тексте при упоминании имени Дьёрда Кепеша, американского мастера абстрактной фотографии. Именно он первым начал экспериментировать с фотограммами (отпечатки, получаемые с наложением объекта непосредственно на лист бумаги), затем стал создавать «фоторисунки», нанося краску на стеклянную пластину и потом получая с неё, как с негатива, отпечатки на фотобумаге. Его работы по «просвечиванию» ночного города Маклюэн называет новой художественной формой ландшафта и сравнивает его с тонкой вышивкой на темно-фиолетовом фоне. 
Ещё один пионер «рисования светом» — французский художник Андре Жирар. На киноплёнке начал рисовать ещё когда фотографические фильмы не приобрели популярность. Появление телевидения вдохновило его, он был поражен тем порядком, в котором были представлены лица и ландшафты его города. Он сравнил это с оперой, которую сам сочинил, но исполняли её в таком порядке, о котором он и подумать не мог. Телевидение предстало перед ним неким лифтом, из кабины которого зритель видит здание в совершенно непривычном порядке: сначала крыша, потом цоколь, пропускает некоторые этажи, на каких-то останавливается ненадолго. 
С тех пор Жирар начал разрабатывать новые методы рисования светом совместно со специалистами из Си-Би-Эс и Эн-Би-Си. Важность его деятельности в области жилища Маклюэн отмечает в его работе над проектом «жилище-без-стен». Это новая архитектурная модуляция пространства, в основе которой лежит рисование светом. Маклюэн видит концепцию жилья как средства температурного контроля устаревшей в силу возможного появления глобальных термостатов. Он также отмечает, что создание сознания-без-стен приведет к устареванию языковые границы. Языки есть «заикающиеся расширения наших пяти чувств, которые имеют разные пропорции и волновые длины», а, следовательно, являются препятствием для расширения коллективного сознания. По мнению Маклюэна лишь создание электрической симуляции будет способствовать расширению процесса сознания. 

## Цитаты
- Земной шар, «обвязанный» электричеством, не больше деревни.
- Миф есть мгновенное целостное видение сложного процесса.
- С появлением телевидения зритель становится экраном.